# Turks i Caicos na Mistrzostwach Świata w Lekkoatletyce 2023
Turks i Caicos na Mistrzostwach Świata w Lekkoatletyce 2023 – reprezentacja Turks i Caicos podczas mistrzostw świata w Budapeszcie liczyła jedną zawodniczkę.

## Skład reprezentacji

### Kobiety
| Zawodniczka        | Konkurencja                | Eliminacje | Eliminacje | Półfinał | Półfinał | Finał | Finał   | Źródło |
| Zawodniczka        | Konkurencja                | Wynik      | Pozycja    | Wynik    | Pozycja  | Wynik | Pozycja | Źródło |
| ------------------ | -------------------------- | ---------- | ---------- | -------- | -------- | ----- | ------- | ------ |
| Yanique Haye-Smith | bieg na 400 m przez płotki | 1:00,08    | 40.        | NQ       | NQ       | NQ    | NQ      | [ 1 ]  |